# Semiarundinaria sinica
Semiarundinaria sinica är en gräsart som beskrevs av Tai Hui Wen. Semiarundinaria sinica ingår i släktet Semiarundinaria och familjen gräs. Inga underarter finns listade i Catalogue of Life.